# دیکی داونز
دیکی داونز (به انگلیسی: Dickie Downs) بازیکن فوتبال زادهٔ ۱۳ اوت ۱۸۸۶ اهل انگلستان بود که سابقهٔ بازی در تیم ملی فوتبال انگلستان را در کارنامهٔ خود دارد. وی در تاریخ ۲۳ اکتبر ۱۹۲۰ تنها بازی ملی خود را در مقابل تیم ملی فوتبال ایرلند انجام داد.